# 2nd Avenue (Sixth Avenue Line)
2nd Avenue is een station van de metro van New York aan de Sixth Avenue Line in Manhattan. De lijn  maakt gebruik van dit station.
 ·  ·  ·  ·  ·  ·  ·  ·  · 